# ティルマラ・デーヴァ・ラーヤ
ティルマラ・デーヴァ・ラーヤ（テルグ語：తిరుమల దేవ రాయలు, タミル語：திருமலை தேவ ராயன், Tirumala Deva Raya, 1485年以降 - 1578年）は、南インドのヴィジャヤナガル王国、アーラヴィードゥ朝の君主（在位：1569年 - 1572年）。第4王朝アーラヴィードゥ朝の創始者でもある。

## 生涯
1542年、ヴィジャヤナガル王アチュタ・デーヴァ・ラーヤが死亡したのち、兄ラーマ・ラーヤとともにその甥サダーシヴァ・ラーヤを擁し、アチュタ・デーヴァ・ラーヤの息子ヴェンカタ1世を擁するサラカラージュ・チンナ・ティルマラ に対抗した。
1543年までにラーマ・ラーヤは王国の摂政として権力を握り、ティルマラ・デーヴァ・ラーヤは弟のヴェンカタードリ・ラーヤとともにその補佐にあたった。
1565年1月、ラーマ・ラーヤとヴェンカタードリ・ラーヤがデカン・スルターン朝連合軍との戦い（ターリコータの戦い）で殺害されると、ティルマラ・デーヴァ・ラーヤはヴィジャヤナガルへと逃げた。そののち、1500頭の象の上に載せた国庫の財宝とともにサダーシヴァ・ラーヤを連れて逃げ、ヴィジャヤナガルの南東100数十kmのペヌコンダを首都として統治を続けた。
1569年、ティルマラ・デーヴァ・ラーヤはサダーシヴァ・ラーヤから王位を簒奪し、アーラヴィードゥ朝を創始した。
ティルマラ・デーヴァ・ラーヤはヴィジャヤナガル王国を3つの領域に分け、3人の息子シュリーランガ、ラーマ、ヴェンカタをペヌコンダ、シュリーランガパッタナ、チャンドラギリにそれぞれ配し、アーンドラ地方、カルナータカ地方、タミル地方の統治に当たらせ、王国の領土を維持した。
1572年、ティルマラ・デーヴァ・ラーヤはあまりにも老齢になったことを理由に、息子シュリーランガ1世に王位を譲って退位し、隠居することとなった。兄ラーマ・ラーヤがターリコータで戦死した際に80歳であったことから、彼もかなりの高齢であったと考えられる。
ティルマラ・デーヴァ・ラーヤは退位後、ヒンドゥー教に帰依した余生を送り、1578年に死亡している。4年後にはシュリーランガ1世も死亡し、弟のヴェンカタ2世が王位を継承した。

## 関連文献
- Dr. Suryanath U. Kamat, Concise History of Karnataka, 2001, MCC, Bangalore (Reprinted 2002)